# EM i curling 1976
Europamesterskabet i curling 1976 for herre- og kvindehold var det andet EM i curling. Mesterskabet blev arrangeret af European Curling Council, og turneringen blev afviklet i arenaen Eissporthalle an der Jafféstraße i Vestberlin, Vesttyskland i perioden 1. – 5. december 1976. Mesterskabet havde deltagelse af ni herre- og otte kvindehold. 
Schweiz' hold fra Dübendorf Curling Club med Peter Attinger Jr. som kaptajn blev europamestre for mænd efter at have slået de forsvarende mestre fra Norge med 9-6 i finalen. Bronzemedaljerne gik til Skotland og Sverige, mens Danmark, som blev repræsenteret af et hold fra Hvidovre Curling Club med skipper John Olsen i spidsen, måtte tage til takke med sjettepladsen.
Kvindernes mesterskab blev vundet af Sveriges hold med Elisabeth Branäs som kaptajn efter sejr på 13-4 over Frankrig i finalen. Bronzemedaljerne gik til England og de forsvarende mestre fra Skotland. Danmark deltog ikke i mesterskabet – først ved EM i 1978 begyndte Danmark også at stille med et kvindehold ved europamesterskaberne.

## Mænd
De ni hold mødtes alle-mod-alle (round robin-kampe), hvilket gav otte kampe til hvert hold. De fire bedste hold efter round robin-kampene gik videre til semifinalerne. Vinderne af semifinalerne spillede finale om guld- og sølvmedaljerne, mens begge taberne af semifinalerne fik bronzemedaljer.

### Round robin
| Draw | Kamp                 | Res.  | Kamp                    | Res.  | Kamp                    | Res.  | Kamp                   | Res.  |
| ---- | -------------------- | ----- | ----------------------- | ----- | ----------------------- | ----- | ---------------------- | ----- |
| 1    | Norge - Schweiz      | 9-6   | Sverige - Danmark       | 9-7   | Vesttyskland - Italien  | 7-5   | Skotland - Frankrig    | 10-20 |
| 2    | Skotland – Norge     | 4-2   | Vesttyskland – England  | 7-6   | Schweiz – Sverige       | 8-7   | Frankrig – Italien     | 8-7   |
| 3    | Norge – Italien      | 10-30 | Schweiz – Danmark       | 4-3   | Frankrig – England      | 10-30 | Sverige – Skotland     | 10-70 |
| 4    | Norge – England      | 10-70 | Frankrig – Vesttyskland | 10-30 | Danmark – Skotland      | 8-2   | Sverige – Italien      | 13-30 |
| 5    | Norge – Vesttyskland | 7-4   | Schweiz – Skotland      | 12-40 | Italien – Danmark       | 8-7   | Sverige – England      | 15-40 |
| 6    | Norge – Frankrig     | 7-2   | Schweiz – Italien       | 10-40 | Sverige – Vesttyskland  | 12-40 | Danmark – England      | 12-80 |
| 7    | Skotland – Italien   | 9-5   | Sverige – Frankrig      | 12-10 | Schweiz – England       | 13-20 | Danmark – Vesttyskland | 8-5   |
| 8    | Norge – Sverige      | 10-40 | Skotland – England      | 8-2   | Frankrig – Danmark      | 12-50 | Schweiz – Vesttyskland | 10-40 |
| 9    | Norge – Danmark      | 13-40 | Italien – England       | 8-5   | Skotland – Vesttyskland | 8-5   | Schweiz – Frankrig     | 10-50 |

| Plac. | Hold         | Vundne | Tabte |
| ----- | ------------ | ------ | ----- |
| 1.    | Norge        | 7      | 1     |
| 2.    | Schweiz      | 7      | 1     |
| 3.    | Sverige      | 6      | 2     |
| 4.    | Skotland     | 5      | 3     |
| 5.    | Frankrig     | 4      | 4     |
| 6.    | Danmark      | 3      | 5     |
| 7.    | Vesttyskland | 2      | 6     |
| 8.    | Italien      | 2      | 6     |
| 9.    | England      | 0      | 8     |

### Semifinaler og finale
| Dato        | Kamp              | Res.        |
| Semifinaler | Semifinaler       | Semifinaler |
| ----------- | ----------------- | ----------- |
| ?           | Schweiz - Sverige | 11-7        |
| ?           | Norge - Skotland  | 8-7         |
| Finale      |                   |             |
| 5.12.       | Schweiz - Norge   | 9-6         |

### Samlet rangering
| Plac.  | Hold         | 4                  | 3                 | 2                    | 1                 |
| ------ | ------------ | ------------------ | ----------------- | -------------------- | ----------------- |
| Guld   | Schweiz      | Peter Attinger     | Bernhard Attinger | Matti Neuenschwander | Rüdi Attinger     |
| Sølv   | Norge        | Kristian Sørum     | Morten Sørum      | Gunnar Meland        | Gunnar Sigstadstø |
| Bronze | Skotland     | Jim Steele         | Lockart Steele    | Ian Fairbairn        | Jon Veitch        |
| Bronze | Sverige      | Jens Håkansson     | Thomas Håkansson  | Per Lindeman         | Lars Lindgren     |
| 5.     | Frankrig     | Pierre Boan        | André Mabboux     | Pierre Duclos        | Georges Panisset  |
| 6.     | Danmark      | John Olsen         | John Christiansen | Jørn Blach           | Peter Haase       |
| 7.     | Vesttyskland | Klaus Kanz         | Manfred Schulze   | Hans Österreicher    | Eckart Jahn       |
| 8.     | Italien      | Giuseppe dal Molin | Andrea Pavani     | Enea Pavani          | Giorgio Vani      |
| 9.     | England      | Derek R. Thornton  | Kenneth Duncan    | John D. Kerr         | Charles Nevett    |

## Kvinder
De otte deltagende hold mødtes først alle-mod-alle (round robin-kampe), hvilket gav syv kampe til hvert hold. De fire bedste hold efter round robin-kampene gik videre til semifinalerne. Vinderne af semifinalerne spillede finale om guld- og sølvmedaljerne, mens begge taberne af semifinalerne fik bronzemedaljer.

### Round robin
| Draw | Kamp                 | Res. | Kamp                    | Res. | Kamp                    | Res. | Kamp                   | Res. |
| ---- | -------------------- | ---- | ----------------------- | ---- | ----------------------- | ---- | ---------------------- | ---- |
| 1    | Sverige - Norge      | 11-2 | Schweiz - Italien       | 10-4 | Skotland - Frankrig     | 11-6 | England - Vesttyskland | 12-6 |
| 2    | Frankrig - Norge     | 12-4 | Vesttyskland - Italien  | 10-4 | Sverige - England       | 12-4 | Skotland - Schweiz     | 11-4 |
| 3    | Schweiz - Norge      | 9-2  | Sverige - Vesttyskland  | 10-4 | Skotland - England      | 8-5  | Frankrig - Italien     | 9-6  |
| 4    | Skotland - Norge     | 12-5 | Frankrig - England      | 13-3 | Schweiz - Vesttyskland  | 8-7  | Sverige - Italien      | 10-4 |
| 5    | Norge - Italien      | 13-8 | Vesttyskland - Skotland | 7-4  | Frankrig - Sverige      | 8-5  | England - Schweiz      | 9-7  |
| 6    | England - Norge      | 11-2 | Skotland - Italien      | 15-4 | Frankrig - Vesttyskland | 9-8  | Sverige - Schweiz      | 10-8 |
| 7    | Vesttyskland - Norge | 8-6  | Sverige - Skotland      | 14-3 | Schweiz - Frankrig      | 8-7  | England - Italien      | 10-8 |

| Plac. | Hold         | Vundne | Tabte |
| ----- | ------------ | ------ | ----- |
| 1.    | Sverige      | 6      | 1     |
| 2.    | Skotland     | 5      | 2     |
| 3.    | Frankrig     | 5      | 2     |
| 4.    | England      | 4      | 3     |
| 5.    | Schweiz      | 4      | 3     |
| 6.    | Vesttyskland | 3      | 4     |
| 7.    | Norge        | 1      | 6     |
| 8.    | Italien      | 0      | 7     |

### Semifinaler og finale
| Dato        | Kamp                | Res.        |
| Semifinaler | Semifinaler         | Semifinaler |
| ----------- | ------------------- | ----------- |
| ?           | Sverige - England   | 13-2        |
| ?           | Frankrig - Skotland | 13-2        |
| Finale      |                     |             |
| 5.12.       | Sverige - Frankrig  | 13-4        |

### Samlet rangering
| Plac.  | Hold         | 4                        | 3                  | 2               | 1                   |
| ------ | ------------ | ------------------------ | ------------------ | --------------- | ------------------- |
| Guld   | Sverige      | Elisabeth Branäs         | Elisabeth Högström | Eva Rosenhed    | Anne-Marie Ericsson |
| Sølv   | Frankrig     | Paulette Delachat        | Suzanne Parodi     | Erna Gay        | Françoise Duclos    |
| Bronze | England      | Connie Miller            | Susan Hinds        | Christine Black | Faeda Fischer       |
| Bronze | Skotland     | Sandra South             | Sheena Hay         | Margareth Ross  | Elisabeth Manson    |
| 5.     | Schweiz      | Ulrica Baer              | Mengia Baumgartner | Regula Suter    | Melanie Bischof     |
| 6.     | Vesttyskland | Sibylle Pokorn           | Helene Ruff        | Gisela Tappeser | Bronia Kornecki     |
| 7.     | Norge        | Eli Kolstad              | Ellen Christensen  | Heidi Wanggaard | Kirsten Vaule       |
| 8.     | Italien      | Maria-Grazzia Costantini | Tea Valt           | Ann Lacedelli   | Marina Pavani       |